# Фрея
Фрея (давньосканд. Freyja, Пані, інше ім'я це Vanadís — Донька ванів) — сестра Фрейра та донька Ньйорда, богиня родючості, а також кохання, сексу й привабливості у скандинавській міфології. Її ім'я означає «пані», «жінка-правитель». У міфології слов'янського народу є схожа на неї богиня Лада. У письмових джерелах немає вказівок на те, що до неї зверталися, коли бажали отримати хороший урожай чи народити дитину.
Фрея належить до клану старших богів, ванів. За мирною угодою, що завершила війну між молодшими асами та старшими ванами, обидва клани обмінялися заручниками й Фрея, Фрейр та Ньйорд прибули до Асґарду, де жили надалі серед асів. Фрея вважається найпривабливішою та найбажанішою богинею, також вона володіє чарівним намистом Брісінґамен, що підсилює її привабливість. Брісінґамен Фрея обміняла в чотирьох майстрів-дварфів (Двалін, Альфрік, Берлінґ та Ґрер) на ніч кохання. Одного зі своїх коханців, Оттара, вона перетворила на кабана.
Сноррі Стурлусон у «Молодшій Едді» стверджує, що Фрея мала чоловіка на ім'я Одур чи Од. Про Од було запропоновано ряд теорій, котрі, як правило, розглядають його іпостасью божества Одіна через їх подібність. Він часто подовгу подорожував, тоді Фрея плакала сльозами з червоного золота, та мандрувала «серед дивних народів», шукаючи Ода. У ранній період германської міфології Фрея та Фріґґ чітко не відрізнялись, однак у пізніший період відмінності були очевидними.
Фрея є чаклункою і вона долучила асів до мистецтва сейд — шаманізму, а також навчила Одіна закляттям ванів. Вона також володіє чарівною накидкою з пір'я сокола, одягнувши яку вона може перетворитись на будь-якого птаха. Цю накидку вона позичила Локі, коли він літав визволяти Ідунн.
Окрім любові, Фрея є богинею родючості, врожаю і жнив. Жнива бувають різними й у Фреї іноді бувають напади, через які їй дозволено збирати криваві жнива.
Фреї належить 1-ий еттір (атт) Великого Футарку. Див. (Руни Одіна).

## Походження імені
Ім'я Фрея давньоскандинавською означає «пані, господиня». Воно походить від прагерманського іменника жіночого роду *frawjōn («пані, володарка») та споріднене давньосаксонському frūa («дама, володарка») або давньоверхньонімецькому frouwa («пані»). Фрея також етимологічно близька до імені Фрейр, що означає «володар» давньоскандинавською. Таким чином, теонім Freyja може бути епітетом за походженням, замінюючи особисте ім'я.

### Альтернативні імена
У давньоскандинавських джерелах Фрею також називали іншими іменами.
| Ім'я      | Значення імені                                                                                   | Твір                                        | Нотатки |
| --------- | ------------------------------------------------------------------------------------------------ | ------------------------------------------- | --- |
| Gef       | та, що дарує                                                                                     | Видіння Ґюльві, Тула про імена              | Ім'я, ймовірно, означає «та, що дає/дарує» (процвітання або щастя) і, як правило, вважається пов'язаним з іменем богині Гефйон, але етимологія імені Гефйон є предметом суперечок. Вчений Річард Норт припускає, що давньоанглійське geofon і давньоскандинавське ім'я Gefjun і ім'я Freyja Gefn можуть походити від германської богині gabia, яка пов'язана з морем, чиє ім'я означає «та, що дає». |
| Hörn      | лляна                                                                                            | Видіння Ґюльві, Тула про імена              | З'являється у шведських топонімах Härnösand, Härnevi та Järnevi, що походять від реконструйованого давньоскандинавського топоніма *Hörnar-vé (що означає «Hörn's vé»). Крім того, ім'я Горн також з'являється як ім'я жінки-троля в Тулі про імена |
| Mardöll   | Існує два варіанти перекладу «та, що освітлює морський шлях» і «та, що змушує хвилюватись море». | Видіння Ґюльві, Тула про імена              | Може бути пов'язене з ім'ям бога Heimdallr. |
| Skjálf    | гримуча                                                                                          | Тула про імена                              | Це ім'я дочки фінського короля в сазі про Інглінга. Завдяки зображенням намиста у фінській казці Ск'яльфа може існувати зв'язок між двома іменами. |
| Sýr       | свиноматка                                                                                       | Видіння Ґюльві, Тула про імена, Мова поезії | Свиня була важливим символом у жертвоприношеннях, пов'язаних з культом Фреї та її брата Фрейра. |
| Thröng    | та, що створює/йде у натовпі, натовп                                                             | Мова поезії                                 | |
| Thrungva  | та, що створює/йде у натовпі, натовп                                                             | Тула про імена                              | |
| Valfreyja | Фрея з вбитими, жінка з вбитими                                                                  | Сага про Ньяла                              | Це ім'я зустрічається в сазі про Ньяла |
| Vanadís   | дитина ваніра(ів)                                                                                | Мова поезії                                 | Це ім'я означає дитина ванірів. Саме на честь цього і мені Фреї був названий хімічний елемент ванадій. |

## Вплив на культуру
- У германських мовах на честь Фреї (або Фрейра) названо день тижня п'ятниця — нім. Freitag, англ. Friday, тощо
- У 1830 р. шведський хімік Нільс Габріель Сефстрьом виявив новий елемент в залізній руді з Таберга (Швеція) і назвав його ванадій на честь Ванадіс.
- Вермахт розгорнув мав понад 1000 радарів Фреї для контролю повітряної обстановки в час ІІ світової війни.
- У данському гімні є рядок: «Og det er Frejas sal», що перекладається як «це і є обитель Фреї».
- Китятки звичайні у Скандинавії мали назву «волосся Фреї» до прийняття християнства.[10]